# Kirchenzeitung
Kirchenzeitungen sind Zeitungen, die in der evangelischen Kirche von den einzelnen Landeskirchen und in der katholischen Kirche von den einzelnen Bistümern herausgegeben werden – sie erscheinen in der Regel wöchentlich zum Sonntag.

## Geschichte
Bis zur Zeit der NS-Diktatur erschienen in den Bistümern Deutschlands oft mehrere katholische Wochenzeitungen nebeneinander, beispielsweise vier im Bistum Münster, die meist von Verlegern herausgegeben wurden, die der Kirche nahe standen.
Im Juni 1936 ordnete die Reichspressekammer an, dass in jedem Bistum nur noch eine Kirchenzeitung erscheinen dürfe und dass diese vom Bistum herausgegeben werden müsse. So entstanden die Bistumszeitungen in ihrer heutigen Form.
Nach 1945 sahen die Bistümer keinen Grund, die 1936 verfügten Änderungen zurückzunehmen, zumal die Leser die Bindung ihrer Kirchenzeitung an den Bischof akzeptiert hatten. Die Bistumszeitungen verstanden sich fortan als „Sprachrohr des Bischofs“, als „Organ des Lehramtes“ und als „zweite Kanzel“. Dies änderte sich nach dem Zweiten Vatikanischen Konzil. Die Bistumszeitungen verstehen sich seither als Foren des Dialogs in einem innerkirchlichen Pluralismus.

## Auflagenentwicklung
1963 hatten die katholischen Kirchenzeitungen der deutschen Bistümer eine Gesamtauflage von rund 2,4 Millionen Exemplaren, 1990 noch 1,5 Millionen Exemplare, Ende 2004 waren es noch 875.000 Exemplare. Im ersten Quartal 2015 hatten die katholischen Kirchenzeitungen nach den Angaben der IVW noch 502.428 verkaufte Exemplare. In den Jahren von 2011 bis 2015 reduzierte sich die Anzahl um durchschnittlich sechs Prozent jährlich. Für 2023 wird eine Gesamtauflage von 160.000 angegeben. Ein vierzehntäglich erscheinendes Magazin, das zu Ostern 2024 in 15 Bistümern die zuvor wöchentlich erscheinenden Bistumszeitungen ersetzte, strebt eine Gesamtauflage von 100.000 Exemplaren an.
Die evangelischen Kirchenzeitungen verloren in den letzten Jahren durchschnittlich sechs Prozent jährlich von 700.000 Exemplaren auf rund 450.000. Im Vergleich dazu verlieren die regionalen Tageszeitungen im Durchschnitt jährlich zwei Prozent, die Zeitschriften eineinhalb Prozent an Auflage.

## Evangelische Kirchenzeitungen
in Deutschland:

Redaktionsgebäude der „EZ“ – Evangelische Kirchenzeitung in Hannover

- Der Sonntag, Wochenzeitung für die Evangelisch-Lutherische Landeskirche Sachsens
- die Kirche, Wochenzeitung für Berlin-Brandenburg und die schlesische Oberlausitz
- Die Kirche, Wochenzeitung für Anhalt und die Kirchenprovinz Sachsen, 2009 fusioniert mit Glaube und Heimat
- Die Nordelbische, Kirchenzeitung für Hamburg und Schleswig-Holstein (siehe Evangelische Zeitung)
- Evangelische Sonntags-Zeitung für Hessen und Rheinland-Pfalz
- Evangelische Zeitung, christliche Wochenzeitung für Hamburg, Schleswig-Holstein und Niedersachsen
- Evangelischer Kirchenbote, Sonntagsblatt für die Pfalz
- Evangelisches Gemeindeblatt für Württemberg
- Evangelisches Sonntagsblatt aus Bayern
- Glaube und Heimat, evangelische Wochenzeitung für Mitteldeutschland
- Kasseler Sonntagsblatt, christliches Familienblatt – Evangelischer Sonntagsbote für Kurhessen-Waldeck[6]
- Mecklenburgische & Pommersche Kirchenzeitung, evangelisches Wochenblatt für Mecklenburg-Vorpommern
- Sonntagsblatt, evangelische Wochenzeitung für Bayern
- Würzburger Evangelisches Gemeindeblatt, zugleich kirchliches Monatsblatt für den Dekanatsbezirk Würzburg (Juli 1891 bis November 1940)
- Monatsgruß für die Gemeinden des Ev.-Luth. Dekanats Würzburg, seit November 1950 (Nachfolger des Würzburger Evangelischen Gemeindeblatts)
- Unsere Kirche, evangelische Wochenzeitung für Westfalen und Lippe
- Standpunkte, evangelische Monatszeitung für Baden
- kirchenzeitung, evangelisch-lutherische Kirchenzeitung für Hamburg, Bramfeld und Steilshoop

Zum Jahresende 2023 wurden als eigenständige Kirchenzeitungen der Evangelischen Landeskirchen nur noch gemeldet: Das Sonntagsblatt sowie das Evangelische Sonntagsblatt aus Bayern (beide Bayern), das Evangelische Gemeindeblatt für Württemberg, der Evangelische Kirchenbote aus Speyer, das Kasseler Sonntagsblatt und Der Sonntag. Wochenzeitung für die Evangelisch-Lutherische Landeskirche Sachsen. Die Landeskirchen in Berlin-Brandenburg-Obere Lausitz, in Westfalen, in Norddeutschland und in Niedersachsen geben eine gemeinsame Zeitung unter dem Titel Der Sonntag heraus. Die Evangelische Sonntags-Zeitung für Hessen-Nassau wurde zum Jahreswechsel 2023/2024 auf eine erweiterte Ausgabe der Monatszeitschrift Chrismon unter dem Titel Chrismon-plus Hessen-Nassau umgestellt.
in Österreich:
- Saat - Evangelische Kirchenzeitung für Österreich

in der Schweiz:
- Reformierte Presse. Wochenzeitung der Evangelisch-reformierten Kirchen der deutschsprachigen Schweiz (1996–2015)
- bref – Das Magazin der Reformierten (seit 2016)
- Reformierte Kirchenzeitung (1851–2000)
- Kirchenbote der Evangelisch-Reformierten Kirche des Kantons St. Gallen
- Kirchenbote für die Evangelische Landeskirche des Kantons Thurgau
- Kirchenbote. Evangelisch-reformierte Kirchen Baselland, Basel-Stadt, Luzern, Obwalden, Schaffhausen, Schwyz, Solothurn, Uri, Zug
- magnet. Kirchenblatt für die Evangelisch-reformierten Kirchgemeinden beider Appenzell
- ReformiertGL
- Kirchen-News. Evangelisch-Reformierte Kirche Nidwalden
- Kirche Z. Mitgliederzeitung der Reformierten Kirche Zug (bis 2023)
- Kirchenbote für den Kanton Zürich (seit 2008 reformiert.zürich)
- saemann. Evangelisch-reformierte Monatszeitung, Bern (seit 2008 reformiert. Bern | Jura | Solothurn)
- Reformierter Kirchenbote. Aargauer Zeitzeichen zu Religion und Gesellschaft (seit 2008 reformiert. Aargau)
- Bündner Kirchenbote (seit 2008 reformiert. Graubünden)
- reformiert. (seit 2008)
- réformés. Eglises réformées des cantons de Vaud, Neuchâtel, Genève, Berne et Jura
- Voce Evangelica
- Reformatio. Evangelische Zeitschrift für Kultur, Politik, Kirche (1952–2009)
- A+O (Mitarbeitendenzeitung AG)
- Ensemble (Mitarbeitendenzeitung BEJUSO)
- Notabene (Mitarbeitendenzeitung ZH)

in Rumänien
- Kirchliche Blätter. Monatsschrift der Evangelischen Kirche A. B. in Rumänien

## Alt-katholische Kirchenzeitungen
in Deutschland
- Christen heute – Zeitung der Alt-Katholiken für Christen heute; Hrsg.: Katholisches Bistum der Alt-Katholiken in Deutschland; ISSN 0930-5718 erscheint monatlich, eine Teilausgabe auch online (siehe Weblink)

in der Schweiz
- Christkatholisch – Zeitschrift der Christkatholischen Kirche der Schweiz; Hrsg.: Christkatholische Kirche der Schweiz; ISSN 1664-1035 (Internet); ISSN 1664-1027 (Print), erscheint 14-täglich

in Österreich
- Kirche in Bewegung – Bistumszeitung der Altkatholischen Kirche Österreichs; Hrsg.: Altkatholische Kirche Österreichs; Zulassungsnummer 11Z038825P, erscheint vierteljährlich

## Katholische Kirchenzeitungen

### Deutschland
Kirchenprovinz Bamberg
- Erzbistum Bamberg: Heinrichsblatt
- Bistum Eichstätt: [inne]halten
- Bistum Speyer: Der Pilger
- Bistum Würzburg: Würzburger katholisches Sonntagsblatt

Kirchenprovinz Berlin
- Erzbistum Berlin: Tag des Herrn
- Dresden-Meißen: Tag des Herrn
- Görlitz: Tag des Herrn

Kirchenprovinz Freiburg
- Erzbistum Freiburg: Konradsblatt
- Bistum Rottenburg-Stuttgart: Katholisches Sonntagsblatt
- Bistum Mainz: Glaube und Leben

Kirchenprovinz Hamburg
- Erzbistum Hamburg: Neue Kirchenzeitung
- Bistum Hildesheim: KirchenZeitung – Die Woche im Bistum Hildesheim
- Bistum Osnabrück: Kirchenbote

Kirchenprovinz Köln
- Erzbistum Köln: Kirchenzeitung für das Erzbistum Köln
- Bistum Aachen: KirchenZeitung Aachen
- Bistum Essen: RuhrWort (im Dezember 2013 eingestellt); Nachfolgemagazine: BENE und Neues Ruhrwort
- Bistum Limburg: Der Sonntag
- Bistum Münster: Kirche+Leben
- Bistum Trier: Paulinus

Kirchenprovinz München und Freising
- Erzbistum München und Freising: [inne]halten
- Bistum Augsburg: Katholische Sonntagszeitung für Deutschland
- Bistum Passau: Passauer Bistumsblatt
- Bistum Regensburg: Katholische Sonntagszeitung für Deutschland

Kirchenprovinz Paderborn
- Erzbistum Paderborn: Der Dom
- Bistum Erfurt: Tag des Herrn
- Bistum Fulda: Bonifatiusbote
- Bistum Magdeburg: Tag des Herrn

Essen ist seit 2013 das einzige deutsche Bistum ohne eigene Kirchenzeitung. Die Bistümer Augsburg und Regensburg haben einen gemeinsamen Mantelteil und einen eigenen Bistumsteil.
Fünfzehn Kirchenzeitungen erscheinen seit Ostern 2024 als zweiwöchentliches Magazin. Der gemeinsame Mantelteil wird von einer Zentralredaktion in Osnabrück erstellt, während Regionalredaktionen aus den Bistümern berichten. Hierzu gehört die Bistumszeitung Tag des Herrn, die ein Zusammenschluss der Bistümer Berlin, Dresden-Meißen, Erfurt, Görlitz und Magdeburg ist. Letztgenannte Bistümer sind zudem zusammen mit den Bistümern Fulda, Hamburg, Hildesheim, Limburg, Mainz und Osnabrück Teil der Verlagsgruppe Bistumspresse. Als weitere Bistümer nutzen den Mantelteil Eichstätt, München und Freising, Paderborn und Würzburg.

### Österreich
- Der Sonntag. Die Zeitung der Erzdiözese Wien
- Kirche bunt (St. Pölten)
- KirchenZeitung Diözese Linz
- martinus – Kirchenzeitung der Diözese Eisenstadt
- Rupertusblatt (Erzdiözese Salzburg)
- Sonntag. Kärntner Kirchenzeitung (Diözese Gurk/Klagenfurt)
- Sonntagsblatt für Steiermark (Diözese Graz/Seckau)
- Tiroler Sonntag (Diözese Innsbruck)
- Vorarlberger KirchenBlatt (Diözese Feldkirch)
- Glasnik kroatischsprachige Kirchenzeitung (Eisenstadt)
- Nedelja slowenischsprachige Kirchenzeitung (Klagenfurt)

### Schweiz
- Schweizerische Kirchenzeitung
- Kirchenbote

### Italien
- Katholisches Sonntagsblatt, deutschsprachige Kirchenzeitung der Diözese Bozen-Brixen
- Il Segno, italienischsprachige Kirchenzeitung der Diözese Bozen-Brixen

## Gemeindebriefe
Von den professionell gestalteten Kirchenzeitungen unterscheiden sich die Gemeindebriefe oder Gemeindeboten, die eine Kirchengemeinde in Auflagen von wenigen Hundert Stück primär für ihre Gemeindemitglieder herausgibt. Die Erscheinungsweise liegt meist zwischen monatlich und halbjährlich. Sie werden oft im Digitaldruckverfahren erstellt.